# Željka Fattorini
Željka Fattorini (djevojački Marković; Zagreb, 2. svibnja 1945.) hrvatska je novinarka, spikerica, televizijska i radijska voditeljica.

## Životopis
Željka Fattorini dugogodišnja je voditeljica HRT-ove jutarnje emisije "Dobro jutro, Hrvatska". Kao djevojčica vodila je dječju emisiju koja se emitirala jednom tjedno. Vodila je i emisiju "Nedjeljom u 7" s Ratkom Buljanom i Vojom Šiljkom. Sredinom 70-ih godina radila je novinarske priloge za emisiju "Dnevnik 10", a bila je uključena i u dnevni program kao najavljivačica i spikerica. 80-ih je vodila "Nedjeljno poslijepodne".

## Privatni život
Željka je u braku s liječnikom Ivanom Fattorinijem s kojima ima dvoje djece, kćer Ivu i sina Renza.